# سکیسوی کمیکال
سکیسوی کمیکال (انگلیسی: Sekisui Chemical) شرکت صنایع شیمیایی ژاپنی است، که در سال ۱۹۴۷ تأسیس شد.